# Namibie aux Jeux olympiques d'été de 2020
La Namibie participe aux Jeux olympiques d'été de 2020 à Tokyo au Japon du 23 juillet au 8 août 2021. Il s'agit de sa 8e participation à des Jeux d'été.
Le Comité international olympique autorise à partir de ces Jeux à ce que les délégations présentent deux porte-drapeaux, une femme et un homme, pour la cérémonie d'ouverture. La rameuse Maike Diekmann et le boxeur Jonas Junias Jonas sont nommés porte-drapeaux de la délégation namibienne.

## Médaillés
| Sport      | Discipline         | Athlète(s)      | Performance | Date   |
| ---------- | ------------------ | --------------- | ----------- | ------ |
| Athlétisme | 200 mètres féminin | Christine Mboma | 21 s 81 WJR | 3 août |

## Athlètes engagés
| Sport      | Hommes | Femmes | Total |
| ---------- | ------ | ------ | ----- |
| Athlétisme | 1      | 3      | 4     |
| Aviron     | 0      | 1      | 1     |
| Boxe       | 1      | 0      | 1     |
| Cyclisme   | 2      | 2      | 4     |
| Natation   | 1      | 0      | 1     |
| Total      | 5      | 6      | 11    |

## Résultats

### Athlétisme
| Athlète               | Épreuve           | Série       | Série       | Demi-finale | Demi-finale | Finale          | Finale                             |
| Athlète               | Épreuve           | Temps       | Rang        | Temps       | Rang        | Temps           | Rang                               |
| --------------------- | ----------------- | ----------- | ----------- | ----------- | ----------- | --------------- | ---------------------------------- |
| Tomas Hilifa Rainhold | Marathon masculin | Non disputé | Non disputé | Non disputé | Non disputé | 2 h 18 min 28 s | 42e                                |
| Helalia Johannes      | Marathon féminin  | Non disputé | Non disputé | Non disputé | Non disputé | 2 h 31 min 22 s | 11e                                |
| Beatrice Masilingi    | 200 m féminin     | 22 s 63 NR  | 2e          | 22 s 40     | 2e          | 22 s 28         | 6e                                 |
| Christine Mboma       | 200 m féminin     | 22 s 11 NR  | 1re         | 21 s 97 WJR | 2e          | 21 s 81 WJR     | Médaille d'argent, Jeux olympiques |

### Aviron
| Athlète        | Compétition | Séries        | Séries | Repêchage | Repêchage | Quarts de finale | Quarts de finale | Demi-finales  | Demi-finales       | Finale        | Finale      | Rang |
| Athlète        | Compétition | Temps         | Rang   | Temps     | Rang      | Temps            | Rang             | Temps         | Rang               | Temps         | Rang        | Rang |
| -------------- | ----------- | ------------- | ------ | --------- | --------- | ---------------- | ---------------- | ------------- | ------------------ | ------------- | ----------- | ---- |
| Maike Diekmann | Skiff       | 7 min 56 s 37 | 3e     | Exemptée  | Exemptée  | 8 min 21 s 69    | 5e               | 7 min 40 s 77 | Demi-finale C/D 3e | 7 min 52 s 17 | Finale C 6e | 18e  |

### Boxe
| Athlète            | Catégorie              | 1/16e de finale     | 1/8e de finale      | Quart de finale     | Demi-finale         | Finale              | Rang |
| Athlète            | Catégorie              | Adversaire Résultat | Adversaire Résultat | Adversaire Résultat | Adversaire Résultat | Adversaire Résultat | Rang |
| ------------------ | ---------------------- | ------------------- | ------------------- | ------------------- | ------------------- | ------------------- | ---- |
| Jonas Junias Jonas | Légers hommes (-63 kg) | Exempté             | Garside Défaite 0-5 | Éliminé             | Éliminé             | Éliminé             | 9e   |

### Cyclisme
| Athlète          | Compétition               | Temps   | Rang    |
| ---------------- | ------------------------- | ------- | ------- |
| Tristan de Lange | Course en ligne masculine | Abandon | Abandon |
| Vera Looser      | Course en ligne féminine  | Abandon | Abandon |

| Athlète          | Compétition            | Temps           | Rang |
| ---------------- | ---------------------- | --------------- | ---- |
| Alex Miller      | Cross-country masculin | 1 h 34 min 26 s | 31e  |
| Michelle Vorster | Cross-country féminin  | à 3 tours       | 36e  |

### Natation
| Athlète         | Épreuve            | Finale            | Finale |
| Athlète         | Épreuve            | Temps             | Rang   |
| --------------- | ------------------ | ----------------- | ------ |
| Phillip Seidler | 10 km en eau libre | 1 h 53 min 14 s 1 | 16e    |